# Tor San Lorenzo
Tor San Lorenzo est un village (frazione) rattaché à la commune d'Ardea, situé là où il se dresse la tour du même nom, l'une des plus anciennes tours le long de la côte du Latium, dans l'Agro Romano.

## Description
La première mention de la ville remonte à 1074, dans une bulle du pape Grégoire VII, il a cité des actifs de la Basilique de Saint-Paul-hors-les-Murs à Rome, qui possédait la moitié de l'église tenimentum Ecclesiae Sancti Laurentii.
« Iuxta mare medietatem ecclesiae Sancti Laurentii positam in territorio ardeatino. » (latin).
« Près de la mer, la moitié de l'église de San Lorenzo placée sur le territoire d'Ardea. », Pape Grégoire VII.
Commencée vers 1570, la construction de la chambre apostolique, probablement à partir de dessins de Michel-Ange Buonarroti et par la volonté de la famille de Caffarelli, propriétaires des terrains environnants et de l'église, prend son nom de l'église paléochrétienne proche, dédiée au saint, afin de défendre le territoire des raids des attaques turcs.
Surnommée La Pomposa (la pompeuse) par les Turcs pour sa beauté et en partie pour son système défensif de douze tours le long de la côte du Latium, elle est située quelques centaines de mètres de la mer, dans un complexe caractérisé par un tomboleto avec un complexe de dunes jusqu'à dix mètres de haut recouvert d'un épais maquis méditerranéen.
Avant les dégâts causés par les bombardements pendant la seconde Guerre mondiale, il présentait un terrain de parade, de plus de trente mètres de haut, accessible par une volée de marches en maçonnerie.
Le domaine de San Lorenzo a ensuite changé de mains, tour à tour celles des familles Caffarelli, Bartoli et Pallavicini.
Aujourd'hui, la localité où se trouve la tour et à laquelle elle a donné son nom ne cesse de croître. En 1997, l'Association Pro Loco Tor San Lorenzo a été créée pour protéger et encadrer le développement touristique du village.
Le territoire de Tor San Lorenzo fait partie de la commune d'Ardea et est bordé par la rivière Fosso Grande. La partie sud/sud-est du grand fossé de la jonction entre la Via Severiana et la voie maritime, forme le hameau de Tor San Lorenzo. À l'heure actuelle, il a une forte population résidente. De 18 000 habitants de 2008, on estime qu’il y a aujourd’hui 22 000 résidents permanents. Cette croissance est en partie due à la communauté étrangère mais aussi au déménagement dans les maisons de vacances de nombreuses familles romaines qui ont vendu la maison en ville pour se trouver davantage en contact avec la nature et à l'air pur.